# مالیات هدف‌گذاری‌شده
مالیاتِ هدفگذاری‌شده (که به عنوان جداسازی مالیاتی یا مالیاتِ تفکیک‌شده نیز شناخته می‌شود) اختصاص درآمد حاصل از مالیاتی ویژه است برای تأمین هزینهٔ هدفی ویژه. این روش با روش کلاسیک که طبق آن همهٔ هزینه‌های دولت از یک صندوق تلفیقی، تأمین می‌شود متفاوت است.